# Incensurato provata disonestà carriera assicurata cercasi
Incensurato, provata disonestà, carriera assicurata cercasi è un film del 1972 diretto da Marcello Baldi.

## Trama
Roma. Nell'iscrivere, nelle liste della Democrazia Cristiana per il Senato, il nome del marchese Zeccarin, un attivista del partito commette un errore: al posto del notabile risulta così segnato un qualsiasi Giuseppe Zaccherin. Svolte, con l'aiuto di un poliziotto che aspira a far carriera, affannose ricerche in tutta Italia, finalmente si trova un uomo con quel nome, residente a Bardolino in provincia di Verona. Costui, però, oltre ad essere diviso dalla moglie, ad avere un'amante e a vivere di imbrogli, è anche comunista. 
Egli viene tuttavia spronato dal suo partito che ne ritiene utile, per i propri scopi, la candidatura; è sostenuto, per gli stessi motivi, anche dai fascisti. Infine, rassicurato dai democristiani sul fatto che egli non abbia alcuna speranza di essere eletto, poiché dovrebbe unicamente risultare in lista per contrastare il candidato principale, Zaccherin accetta di presentarsi. Contrariamente alle previsioni, egli ottiene però un clamoroso successo, poiché i cittadini hanno visto in lui un uomo diverso dagli altri politici. Divenuto senatore, Zaccherin si getta a capofitto nell'attività legislativa; le sue proposte di legge, però, sono così fuori della norma che, per farlo smettere, i colleghi decidono di eleggerlo alla presidenza della Repubblica.